# نقل عربي نقل عربي
نعنع (اختصار نقل عربي نقل عربي) هو مشروع نظام يعرب بدقة عالية الكلمات الأعجمية لا تلك المكتوبة بالحروف الرومية فحسب بل حتى الأسماء الصينية والكورية واليابانية. النظام مزود بوحدة لمقارنة أنماط كتابة الحروف.

## أمثلة
- الصينية 杨海洋 ← هاييانغ يانغ.
- اللاتينية Clinton ← كلينتون.
- الكورية 부산 ← بوسان.
- اليابانية 埼玉 ← سايتاما.[4]